# Florence Helena McGillivray
Florencia Helena McGillivray (1 de marzo de 1864-7 de mayo de 1938), también conocida como F H. McGillivray, fue una paisajista canadiense conocida por su estilo posimpresionista. Pasó la infancia en la casa familiar en Whitby, Ontario. Más tarde vivió en Ottawa desde 1914 hasta 1928. McGillivray trabajó como maestra, en 1926 conoció a Tom Thomson que la visitó en su estudio.

## Infancia, formación y carrera

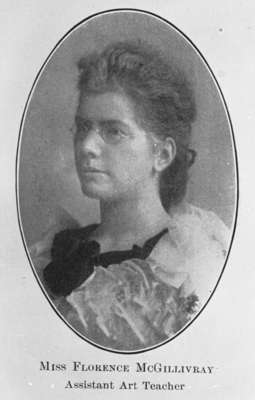
Florencia Helena McGillivray, 1907

Florence McGillivray nació en Pickering Township, en Ontario, el 1 de marzo de 1864.Fue la undécima de trece hijos y la hija más joven de la familia formada por el granjero inmigrante escocés George McGillivray (1813-1894) y su esposa, Caroline Amelia Fothergill McGillivray (1828-1909).
En 1870, la familia se mudó a Inverlynn, a una casa ubicada en 1300 Gifford Street en Whitby, Ontario. Hasta el día de hoy, la propiedad ha permanecido en posesión de los descendientes de George McGillivray. Los niños asistieron a una escuela primaria en Whitby, y dado que McGillivray había mostrado talento artístico en sus primeros años, asistió a la Escuela de Arte de Ontario Central (ahora el Colegio de Arte de Ontario ) en Toronto, donde estudió con William Cruikshank. McGillivray luego comenzó después a ir a clase con profesores privados como Farquhar McGillivray Knowles y Lucius Richard O'Brien.
En la década de 1890, McGillivray era conocida por pintar sobre porcelana. Desde 1892hasta 1905,trabajó como profesora de arte en una escuela para varones, Pickering College en Pickering, Ontario, y en Whitby en el Ontario Ladies' College (ahora Trafalgar Castle School) como profesora de arte residente. profesor de 1906 a 1923.
En 1912 viajó a Francia para estudiar en la Académie de la Grande Chaumière con Lucien Simon y Émile-René Ménard (1862-1930). Pero su verdadera inspiración fue el artista Frédéric Fiebigy, aunque al principio experimentó con una amplia gama de estilos posimpresionistas, comenzó a trabajar en un estilo que reflejaba su influencia, con el uso de la espátula y con una mayor aplicación de pintura. Ese año, mostró su obra nueva en el Salon des Beaux Arts.

## Carrera artística

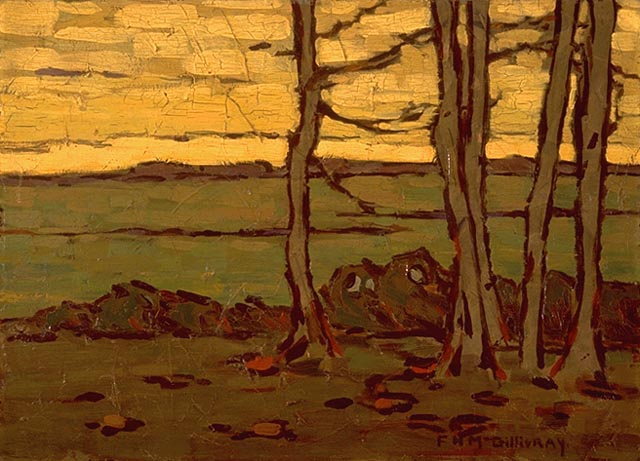
Resplandor, c. 1914, Florence H. McGillivray Canadiense, 1864 - 1938 óleo sobre cartón 42 x 57,5 cm. Galería Nacional de Canadá (n.º 1041)

En 1913, McGillvray expuso su pintura Contentment en el Salon des Beaux Arts de París. McGillivray regresó a Canadá en 1914 debido al estallido de la Primera Guerra Mundial. La fase más prolífica y vibrante de su carrera artística ocurrió durante la década de 1920 mientras vivía en Ottawa, donde instaló un estudio en Frank Street. Su trabajo de este período es rico en color y textura, reflejando el trabajo posimpresionista que había encontrado en Europa. Su método de representar formas en áreas concentradas de color aplicadas en lugares con la espátula y fuertes líneas negras alrededor de las formas, hizo que su trabajo se destacara en el Canadá de su época. Esta técnica era apreciada por Tom Thomson, quien la admiraba y decía de ella  "es una de las mejores".
McGillvray fue una de las primeras mujeres artistas en pintar el paisaje del norte de Ontario y Quebec. Su trabajo representó muchos lugares en el río Gatineau, Val-des-Bois, el río Ottawa en Fort-Coulonge y muchas más escenas de Canadá y el extranjero en lugares como Europa, Bermudas, Jamaica, Trinidad, Barbados y las Bahamas. Formó parte del grupo de artistas que vincularon la visión romántico-realista de los artistas ferroviarios de las décadas de 1880 y 1890 y la visión del paisaje que caracterizó la obra del Grupo de los Siete y sus adeptos tras la Primera Guerra Mundial.

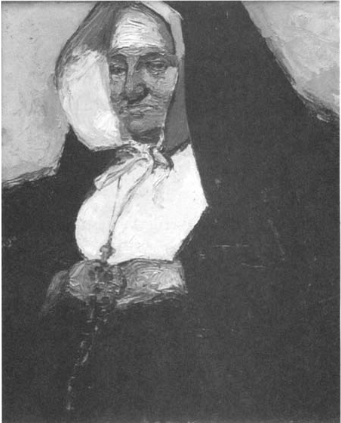
Contento, c. 1913. Florence H. McGillivray Canadiense, 1864 - 1938 óleo sobre cartón 41 x 32,7 cm Galería de arte de Ontario

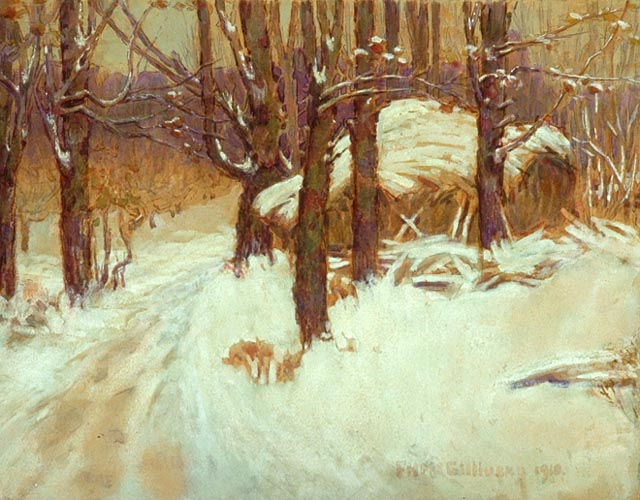
Mitad del invierno, Dunbarton, Ontario, 1918 Florence H. McGillivray Canadiense, 1864 - 1938, acuarela sobre grafito sobre tabla de ilustración 40,2 x 50,6 cm, Adquirido en 1918 Galería Nacional de Canadá (n.º 1490)

## Exposiciones
- 1913 Salon des Beaux Arts, París, exhibió Contentamiento
- 1914 - 1935 exhibido con la Royal Canadian Academy of Arts[15]
- 1917 - 1938 exhibido con la Sociedad de Artistas de Ontario
- 1920 - 1930 Los lugares de exposición incluyeron Malloney's en Toronto, Continental Galleries en Montreal; y el Frank Street Studio del artista en Ottawa
- 1924 Exposición del Imperio Británico, Sección Canadiense de Bellas Artes, Wembley, Inglaterra
- 1927 Exposición de arte canadiense, Musée du Jeu de Paume, París
- 1928 Exposición de Pinturas de En Casa y en el Extranjero por FH McGillivray, ARCA, OSA, Asociación de Arte de Montreal
- Exposición retrospectiva de 1970, Whitby Arts, Whitby, Ontario
- 2002 El nacimiento de lo moderno: postimpresionismo en el arte canadiense, c.1900-1920, Galería Robert McLaughlin, Oshawa; viajó a Montreal, Londres (Ontario), Fredericton y Winnipeg
- 2017 Finding Florence, exposición retrospectiva, Station Gallery, Whitby, Ontario[16]

## Colecciones públicas seleccionadas
Tres de sus pinturas son parte de la colección de la Galería Nacional de Canadá, Midwinter, Dunbarton, Ontario (1918), Afterglow (1914) y St. Anthony Harbour, Newfoundland, (1926). la Galería de Arte de Ontario, la Galería de Arte de Hamilton, el Centro de Arte Agnes Etherington y galerías en Oshawa, Whitby, Kitchener, Londres y Windsor también tienen su trabajo en sus colecciones.

## Afiliaciones
Florence Helena McGillivray estuvo afiliada a varias asociaciones y grupos durante su vida. Se unió a la Asociación de Arte de Mujeres de Canadá, donde estudió pintura en porcelana con Mary Dignam, su presidenta fundadora. McGillivray participó en grupos entre los que se encontraban la Sociedad de Mujeres Pintoras y Escultoras de Nueva York (1917) y el Club de Arte de Mujeres Pintoras y Escultoras. Continuó sus estudios de pintura sobre porcelana con Marshall Fry en Nueva York en 1898 y vendió sus piezas más tarde desde su estudio en Whitby. También dio clases de pintura en Whitby.
En los últimos años de vida, McGillivray se unió a la Sociedad de Artistas de Ontario (1917), convirtiéndose en miembro asociado de la Real Academia Canadiense de las Artes (1924). Fue miembro fundador de la Sociedad Canadiense de Pintores en Acuarela y su primera mujer integrante (1925).

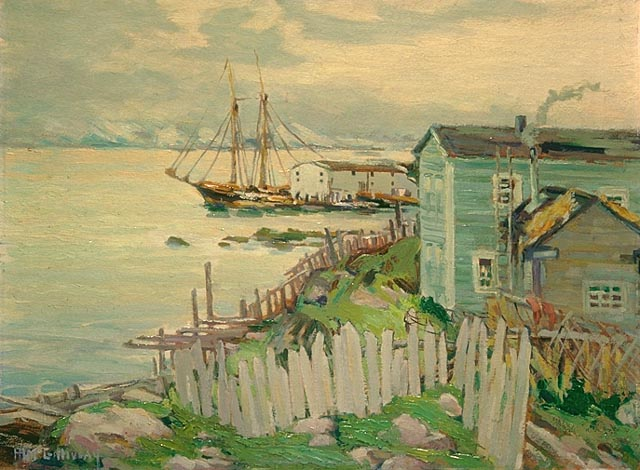
Puerto de St. Anthony, Terranova, Florencia H. McGillivray Canadiense, 1864 - 1938 óleo sobre lienzo 46,7 x 61,6 cm Adquirido en 1926 Galería Nacional de Canadá (núm. 3352)

## Últimos años
McGillivray viajó mucho en busca de nuevos paisajes para pintar. En 1930, para entonces a mediados de los 60, McGillivray compró una casa en Toronto donde se jubiló. Continuó pintando principalmente a partir de los bocetos que había acumulado de todo el mundo. En 1937, Marion Long pintó su retrato, ahora en la Galería de Arte de Ontario. Mostrado en el programa de la Royal Canadian Academy ese año, un crítico lo pronunció "capital" en el Montreal Gazette, el 19 de noviembre de 1937. McGillivray nunca se casó y no tuvo hijos. Murió a los 74 años en Toronto, el 7 de mayo de 1938, y está enterrada en el cementerio Union de Oshawa.